# 라페르테수주아르
라페르테수주아르(프랑스어: La Ferté-sous-Jouarre)는 프랑스 중북부 일드프랑스 지역의 센에마른주에 있는 코뮌이다.
이곳은 모와 샤토티에리 사이 마른강을 건너는 지점에 위치해 있다.

## 역사
라페르테수주아르는 전쟁이 자주 일어났던 곳이다. 1819년, 에든버러 출신의 영국 해군 장교 노리치 더프 (1792~1862)가 라페르테수주아르에 대한 글을 기록했다. 부르봉 왕정 복위는 사용되지 않은 이정표에서 알 수 있듯이 나폴레옹 시대의 도로 건설 붐을 약화시킨 것으로 보인다. 건설 프로젝트로 영국 및 다른 강대국과의 전쟁에서 파괴된 일부 시설을 재건했다.
라페르테수주아르는 밀가루를 제분하는 데 사용되는 맷돌로도 유명하다. 심지어 영국에서도 라페르테수주아르의 멧돌이 일부 발견되기도 했다.
라페르테수주아르는 1차 세계 대전 초기부터 독일군에 점령당했고, 이로 인해 상당한 피해와 사상자가 발생했다.

## 인구 통계
라페르테수주아르의 주민들은 프랑스어로 'Fertois'라고 불린다.
| 연도        | 인구  | ±% p.a. |
| ----------- | ----- | ------- |
| 1968        | 6,277 | —       |
| 1975        | 6,872 | +1.30%  |
| 1982        | 7,007 | +0.28%  |
| 1990        | 8,236 | +2.04%  |
| 1999        | 8,584 | +0.46%  |
| 2007        | 8,982 | +0.57%  |
| 2012        | 9,363 | +0.83%  |
| 2017        | 9,619 | +0.54%  |
| 출처: INSEE |       |         |